# Promiscuidade, os Pivetes de Kátia
Promiscuidade, os Pivetes de Kátia è un film del 1984 diretto da Fauzi Mansur.

## Trama
La bella Kátia, infelice moglie di Mauro, giovane ingegnere ferroviario rimasto impotente in seguito ad una violenta caduta, tradisce il marito con i suoi vicini adolescenti.